# Mark Kosgey Kiptoo
Mark Kosgey Kiptoo (ur. 21 czerwca 1976) – kenijski lekkoatleta, długodystansowiec.

## Osiągnięcia
- złoto (bieg na 5000 m) oraz srebro (bieg na 10 000 m) na światowych igrzyskach wojskowych (Hajdarabad 2007)
- złoty medal w drużynie podczas mistrzostw świata w biegach przełajowych (Amman 2009)
- brąz mistrzostw Afryki (bieg na 5000 m, Nairobi 2010)
- brąz igrzysk Wspólnoty Narodów (bieg na 5000 m, Nowe Delhi 2010)[1]
- złoto światowych igrzysk wojskowych (Rio de Janeiro 2011)

## Rekordy życiowe
- bieg na 3000 metrów – 7:32,97 (2009)
- bieg na 5000 metrów – 12:53,46 (2010)
- bieg na 10 000 metrów – 26:54,64 (2011)
- półmaraton – 1:00:29 (2011)
- bieg maratoński – 2:06:16 (2013)